# 上野隆徳
上野 隆徳（うえの たかのり）は、戦国時代の武将。備中国常山城主。

## 生涯
備中国の豪族・上野高直の嫡男。足利氏分流で備中国守護代上野氏の一族と言われ、備中の戦国大名三村家親の娘・鶴姫を娶った。
永禄11年（1568年）、三村元親の従属先である毛利輝元に本領である林荘、火打荘、曽原荘を返還した。
天正3年（1575年）6月に元親が毛利氏に攻められると親族ということもあり三村方につく。元親の自害後も隆徳は抵抗を続け、常山城は小早川隆景の軍勢が包囲。隆徳は次男と妹を手にかけた後、嫡子の隆秀とともに自害した。
なお妻の鶴姫は、城内の侍女三十余名を率い、城外の毛利軍に突撃した。鶴姫は毛利軍を率いていた乃美宗勝に一騎討ちを挑むが、乃美宗勝はそれを拒否し、思わぬ奇襲に乱れた軍を建て直した。鶴姫は再度城内に戻り、自害した。
夫妻と侍女たちの供養塔が常山城址にあり、常山城女軍供養祭が毎年催されている。